# 百壽里
25°01′08″N 121°28′05″E / 25.0188099°N 121.4681133°E
百壽里為台灣新北市板橋區東部的一個里，成立於1975年2月1日，由新埔里分出，是臺灣發展出口工業時期所開發的平價住宅社區，當地曾有中國石油公司的儲油庫。
百壽里之地，原屬新埔里，是擺接平原上的一片農地，農業水權屬海山灌區。大安圳引三峽河之水，其西支線水路灌溉新埔里的農田。1964年中國石油公司因士林油庫不足使用，選擇在板橋鎮的縱貫鐵路旁興建板橋油庫，1965年油庫竣工開業。後來油庫又往東北方向擴張，今百壽里南部也成為納入了範圍。1965年，致理商業專科學校於北面建校。
1972年，謝英火的文化建設公司於此興建四層連棟式公寓，因鄰近致理商專，名為「文化致理社區」，此時期蓋起成片的公寓，成為往後百壽里的主體，文化致理社區內設有沿街傳統零售市場，名為介壽市場、又稱百壽市場、油庫市場。1975年2月，百壽里成立。1982年，中英醫院開業。1985年12月，介壽街以北劃出，新成立介壽里。

## 註解
1. ↑  文化建設公司是三重幫的宏國關係事業。謝英火與宏國集團創始人林堉琪為同班同學，謝的妹妹林謝罕見嫁給了林堉琪。[9]